# I elfte timmen (film, 2007)
I elfte timmen (engelska: The 11th Hour) är en dokumentärfilm från 2007 om den globala uppvärmningen författad, producerad och berättad av Leonardo DiCaprio och regisserad av Leila Conners Petersen och Nadia Conners. Filmen hade premiär på 2007 års Filmfestival i Cannes (maj 2007) och släpptes den 17 augusti 2007, samma år som FN:s klimatpanel publicerade sin fjärde vetenskapliga rapport klimatförändringar och ett år efter Al Gores dokumentärfilm med samma tema, En obekväm sanning.

## Handling
I filmen intervjuas över 50 internationellt erkända forskare, politiker, företagsledare och samhällsdebattörer, däribland aktivisten Kenny Ausubel, före detta statschefen Michail Gorbatjov, fysikern Stephen Hawking, nobelpristagaren Wangari Maathai miljöveteranen Lester Brown och journalisterna Paul Hawken och David Suzuki. Filmens tes är att mänsklighetens framtid är i fara och den tar upp allvarliga hot mot planetens ekosystem som den globala uppvärmningen, avskogning, massutdöende av arter och utarmningen av oceanerna.
Filmen ger hopp och möjliga lösningar på dessa problem genom att kräva förändring av människans miljöstörande aktiviteter över hela världen genom ny teknik, socialt ansvar och naturvård. Forskare och miljöförespråkare som till exempel David Orr, David Suzuki och Gloria Flora målar ett porträtt av en radikalt ny och annorlunda framtid där det inte är mänsklighetens uppsåt att dominera planetens liv, men att härma och leva med dem.